# De Partizanen (cabaretduo)
De Partizanen was een Nederlands cabaretduo bestaande uit Merijn Scholten (1983) en Thomas Gast (1983).
De twee ontmoetten elkaar bij het stand-upcomedycollectief Comedytrain. Ze schreven onder andere voor Dit was het nieuws en Spijkers met koppen. Daarnaast maakten ze de tragikomische documentaire Alles voor een lach. In 2013 wonnen ze zowel de publieks- als juryprijs van het Leids Cabaret Festival en in 2015 ontvingen ze de cabaretprijs Neerlands Hoop voor hun voorstelling De Partizanen.
In 2016 had het duo een wekelijkse rubriek in het satirische VARA-programma Cojones. Vanaf het najaar van 2016 tot 2018 sloot ze de vrijdagse uitzending van De wereld draait door af. Na hun voorstelling Het leven an sich besloot Scholten alleen verder te gaan.

## Cabaretprogramma's
- 2013: Een komische verfrissing
- 2014: De Partizanen
- 2016: Welkom in Partizanië
- 2019: Het leven an sich